# 잉리드 가르시아 욘손
잉리드 가르시아 욘손(Ingrid Garcia Jonsson, 1991년 9월 6일 ~ )은 스웨덴의 배우이다.